# Михалківці (Хмельницький район)
Михалківці — село в Україні, у Розсошанській сільській громаді Хмельницького району Хмельницької області. Населення — 295 осіб.

## Географічне розташування
Село Михалківці розташоване за 25 км від обласного центру та 39 км від селища Ярмолинці. Найближча залізнична станція Богданівці (за 10 км) на лінії Жмеринка — Гречани.

## Історія
За 2 км від Михалківців знайдені сліди давнього поселення з фрагментами кераміки і обмазки. Біля села є два недосліджені кургани.
За адміністративним поділом XVI століття село перебувало у складі Кам'янецького повіту. У ХІХ століті — у складі Шаравської волості Проскурівського повіту (на межі з Летичівським) Подільської губернії.
У 1714 році побудований парафіяльний костел з дерева.
У ХІХ столітті село належало поміщикам Гавронським і Завадським. У 1863 році Михайло Завадський продав маєток Марковському.
У 1860 році стараннями священника Качоровского збудовано новий мурований костел на честь Непорочного Зачаття Діви Марії. 
У 1885 році в селі налічувалось 105 домогосподарств та 700 мешканців, парафіяльний костел (на 2038 парафіян), православна церква на честь св. Параскеви (624 парафіянина), великий фруктовий сад з різноманітними видами фруктів.
До римо-католицької парафії села належали навколишні села — Михалковецька Слобідка, Баламутівка, Івашківці, Колибань (в ній була каплиця), Монастирок, Лука, Казімірек (Виноградівка), Свинне (нині — Лугове). Метричні книги частково (1835—1841 та ін.) зберігаються у ДАЖО Фонд 178/51.
Станом на 1971 рік в селі проживала 751 особа. Існував колгосп «Перемога», напрямки-землеробство, тваринництво, рибництво, бджільництво. Знаходились восьмирічна школа, клуб, бібліотека; медичний пункт, майстерня побутового обслуговування.
Село відоме прикладом екуменічного співслужіння двох релігійних громад-римо-католицької та православної (ПЦУ).
13 вересня 2017 року шляхом об'єднання Баламутівської, Виноградівської та Монастироцької сільських рад Ярмолинецького району була утворена Баламутівська сільська об'єднана територіальна громада, до складу якої входять 7 сіл: Баламутівка, Виноградівка, Іванківці, Лугове, Михалківці, Монастирок та Слобідка. 12 червня 2020 року розпорядженням Кабінету Міністрів України затверджено склад Розсошанської сільської громади.
19 липня 2020 року, в результаті адміністративно-територіальної реформи та ліквідації Ярмолинецького району, село увійшло до складу новоутвореного Хмельницького району.

## Відома особа
Уродженець села:
- Михайло Адамович Завадський (1828—1887) — український та польський композитор і піаніст.